# 나이키

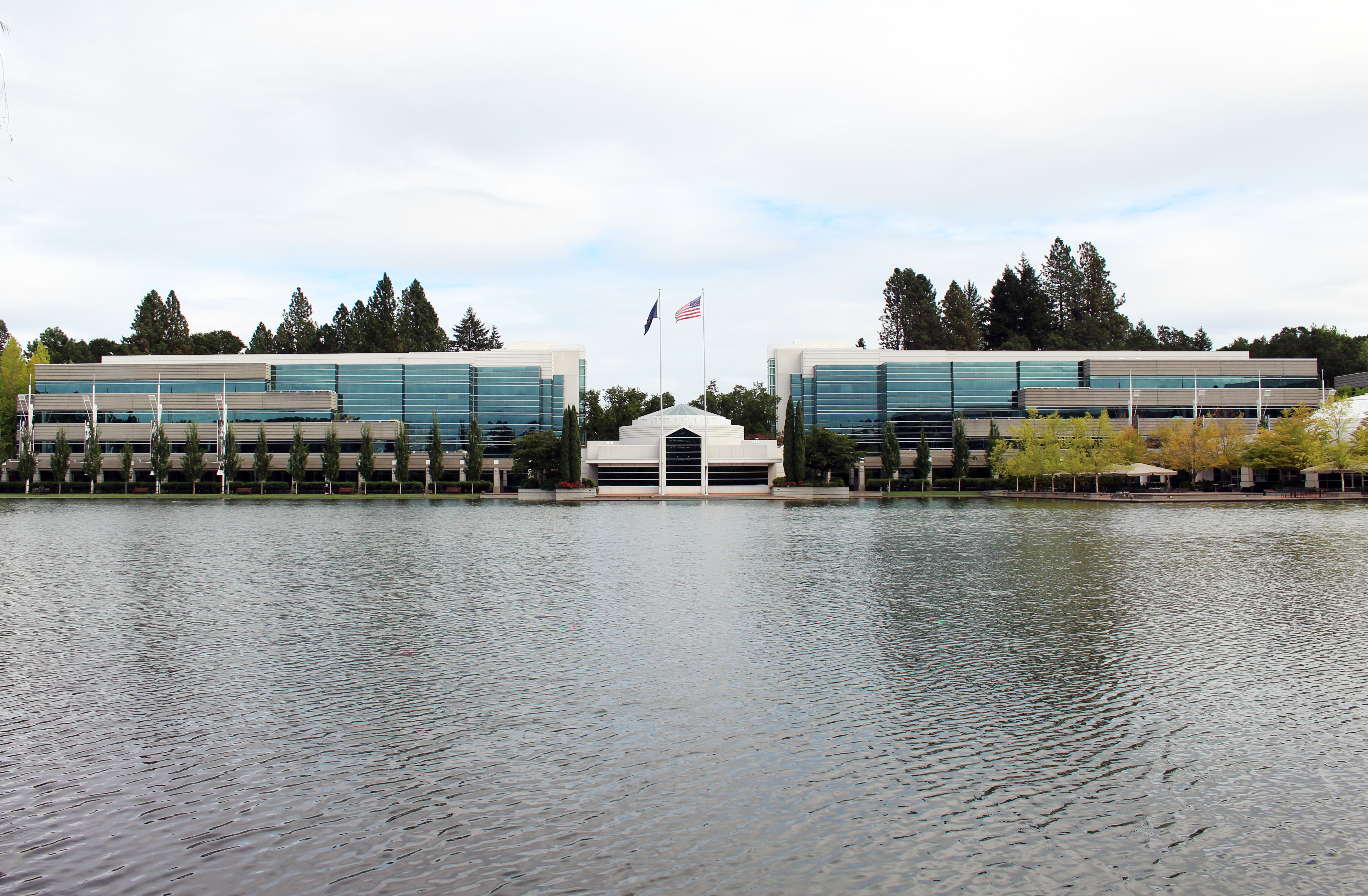
포틀랜드의 외곽 비버턴에 있는 나이키의 본사

나이키(영어:  Nike, Inc., NYSE: NKE)는 미국의 의류 기업으로, 주로 운동선수들을 위한 스포츠 용품을 제조한다. 나이키는 그리스 신화에서 승리의 신인 니케를 영어로 말한 것을 뜻하며, 현재까지 사용되는 로고는 디자인을 공부하던 학생인 캐롤린 데이비슨이 육상트랙을 역동적으로 형상화한 것이다. 블루 리본 스포츠(Blue Ribbon Sports)란 이름으로 필 나이트가 처음 설립했고 1978년 공식적으로 나이키란 이름으로 바꾸었다. 이는 나이키의 정신이 그 뿌리가 육상에 있다고 알리고, 동시에 나이키 그 자체가 육상 그 자체임을 나타내며, 로고의 이름은 스우시(swoosh)이다. 나이키의 미션은 '세계의 모든 운동선수들에게 영감과 혁신을 가져다 준다.'('bring inspiration and innovation to every athlete in the world.')이다.

## 현황
미국 오리건주 포틀랜드에 본사가 있다. 2011년엔 매출액 기준 240억 달러를 벌었으며 2008년 기준 전 세계에 30,000명이 넘는 직원을 고용한다. 나이키는 외부 인사를 CEO로 기용했다가 13개월만인 2006년 1월, 27년간 사내에서 근무한 마크 파커로 교체한 일도 있다.
나이키는 나이키 풋볼(Nike Football), 나이키 골프(Nike Golf), 나이키 프로(Nike Pro), 에어 조던(Air Jordan), 나이키 스케이트보딩(Nike Skateboarding), 팀 스타터(Team Starter), 헐리 언터내셔날(Hurley International), 컨버스(Converse), 나이키 바우어(Nike Bauer) 등 여러 상표를 소유한다. 그리고 근래에는 오프화이트 등 다양한 브랜드와 협력업무 (collaboration)를 한다.

## 국가별 운동화 브랜드
- 미국 - 나이키
- 미국 - 뉴발란스
- 미국 - 언더아머
- 대한민국 - 프로스펙스
- 일본 - 데상트
- 일본 - 아식스
- 일본 - 미즈노
- 독일 - 아디다스
- 독일 - 푸마
- 프랑스 - 르꼬끄 스포르티브

## 에어 쿠셔닝
빌 바우어만 회장은 와플 제조기에 액체 고무를 부어 만든 고무 스파이크로 기존 운동화들에 비해 가벼우면서도 지면과의 마찰력이 더욱 강화한 밑창을 만들었다.
이후 1970년대 말에는 미 항공우주국(NASA)의 직원이었던 프랭크 루디(Frank Rudy)가 나이키를 방문해 놀라운 아이디어를 제시한다. 나이키는 루디와 함께 단단한 주머니에 압축 공기를 주입해 일정 압력을 가하면 자연스럽게 눌리는 에어 밑창 시스템을 최초로 설계했다. 그 결과물이 바로 현재까지 개발된 신발 쿠셔닝 시스템 중 가장 혁신적이라고 평가하는 기술 중 하나인 ‘나이키 에어 쿠셔닝’ 기술이다.

## 대표 선수

#### 국가대표팀
UEFA
| - 그리스 - 네덜란드 - 노르웨이 - 슬로바키아 - 슬로베니아 (2007 ~ 현재) | - 아제르바이잔 - 에스토니아 - 잉글랜드 (2013 ~ 현재) - 크로아티아 (2000 ~ 현재) - 튀르키예 (2003 ~ 현재) | - 포르투갈 (1997 ~ 2024) - 폴란드 (1996 ~ 1999 / 2009 ~ 현재) - 프랑스 (2011 ~ 현재) - 핀란드 |

CONMEBOL / CONCACAF
| - 마르티니크 - 미국 (1995 ~ 현재) - 벨리즈 | - 브라질 (1997 ~ 현재) - 세인트빈센트 그레나딘 - 칠레 | - 캐나다 - 퀴라소 - 프랑스령 기아나 |

AFC / OFC
| - 뉴질랜드 - 대한민국 (1996 ~ 2031) - 마카오 - 말레이시아 | - 사우디아라비아 (2011 ~ 2023) - 싱가포르 - 오스트레일리아 - 중화인민공화국 (2015 ~ 현재) | - 카타르 - 타히티섬 - 홍콩 |

CAF
- 나이지리아 (1994 ~ 2003 / 2015 ~ 현재)

#### 클럽
UEFA
| - FC 바르셀로나 (1998 ~ 현재) - 아틀레티코 마드리드 (2001 ~ 현재) - 아틀레틱 클럽 - FC 인테르나치오날레 밀라노 (1998 ~ 현재) - AS 로마 (2014 ~ 2021) - 헬라스 베로나 - 베르더 브레멘 - 보루시아 도르트문트 (1990 ~ 2000 / 2004 ~ 2009) | - 아인트라흐트 프랑크푸르트 (2018 ~ 현재) - VfL 보훔 - 블랙번 로버스 FC - 첼시 FC - 리버풀 FC - 토트넘 홋스퍼 FC - 몽펠리에 HSC - 파리 생제르맹 FC (1989 ~ 현재) - 릴 OSC - AS 모나코 FC - 스파르타 프라하 | - FC 스파르타크 모스크바 - 제니트 상트페테르부르크 - 갈라타사라이 SK - PAOK - FC 스테아우아 부쿠레슈티 - 샤흐타르 도네츠크 |

AFC
| - 강원 FC (2009 ~ 2010) - 김천 상무 FC (2003 ~ 2004) - 부산 아이파크 (2000 ~ 2003) - 서울 노원 유나이티드 FC (2007 ~ 2009) - 가시마 앤틀러스 - 산프레체 히로시마 - 우라와 레드 다이아몬즈 | - 조호르 다룰 탁짐 FC - 알아흘리 (두바이) - 촌부리 FC |

CONCACAF
- 클럽 아메리카

CONMEBOL
- 산투스 FC
- SC 인터나시오날
- SC 코린치앙스 파울리스타
- 보카 주니어스

#### 선수
| - 기성용 - 한국영 - 지동원 - 이청용 - 황희찬 - 다비드 루이스 - 윌리앙 - 티아구 시우바 - 호나우지뉴 - 로베르트 레반도프스키 - 안드레스 이니에스타 - 세르히오 라모스 - 세르히오 부스케츠 - 제라르드 피케 - 이스코 - 헤수스 나바스 - 안드레아 피를로 - 프란체스코 토티 - 마티아 데스트로 - 크리스티아누 호날두 - 베슬러이 스네이더르 - 즐라탄 이브라히모비치 - 디디에 드로그바 - 윌프리드 보니 | - 프랑크 리베리 - 라파엘 바란 - 웨인 루니 - 리오 퍼디난드 - 조 하트 - 해리 케인 - 조던 헨더슨 - 알렉시스 산체스 - 에당 아자르 - 케빈 더브라위너 - 티보 쿠르투아 - 마리오 괴체 - 사미 케디라 - 제롬 보아텡 - 일카이 귄도간 - 카림 벨라라비 - 루카 모드리치 - 카를로스 테베스 - 마르코스 로호 - 파블로 사발레타 - 하비에르 마스체라노 - 치차리토 |

### 야구

#### 클럽
- 키움 히어로즈

#### 선수
- 놀란 아레나도
- 데이비드 라이트
- 데이비드 프라이스
- 무키 베츠
- 데릭 지터
- 맷 켐프
- 마이크 트라웃
- 매니 마차도
- 알버트 푸홀스
- 제러드 위버
- 조지 스프링어
- 지안카를로 스탠튼
- 크리스 데이비스
- 켄 그리피 주니어
- 우에하라 고지
- 이와쿠마 히사시
- 야시엘 푸이그
- 박찬호

### 농구

#### 선수
- 더마 드로잔
- 케빈 러브
- 라마커스 알드리지
- 러셀 웨스트브룩
- 리처드 해밀턴
- 르브론 제임스
- 빈스 카터
- 빅터 올라디포
- 스카티 피펜
- 안드레 드루먼드
- 앤서니 데이비스
- 앤퍼니 하더웨이
- 지미 버틀러
- 코비 브라이언트
- 케빈 듀란트
- 카멜로 앤서니
- 크리스 폴
- 폴 조지
- 블레이크 그리핀
- 마이클 조던
- 야니스 안데토쿤보
- 더크 노비츠키
- 카이리 어빙

### 미식축구
- 전구단

### 럭비 유니온
- 아르헨티나

### 크리켓
- 인도

### 골프
- 타이거 우즈
- 로리 매킬로이

### 테니스
- 라파엘 나달
- 레이턴 휴이트
- 마리아 샤라포바
- 세레나 윌리엄스
- 후안 마르탱 델 포트로

### 종합격투기
- 존 존스
- 안데르송 시우바
- 주니오르 두스 산투스

### 아티스트
- 드레이크
- 에미넴
- 트래비스 스캇
- 박재범
- 칸예웨스트

## 종류
- NIKE
- NIKE GOLF
- NIKE FOOTBALL
- NIKE RUNNING
- NIKE BASKETBALL
- NIKE WOMEN
- NIKE SPORTSWEAR
- JORDAN

## 같이 보기
- 나이키 에어 맥스
- 나이키코리아
- 아디다스
- 푸마
- 리복
- 엄브로
- 언더아머
- 르꼬끄 스포르티브
- 아식스